# Ryan Whitney (Schauspielerin)

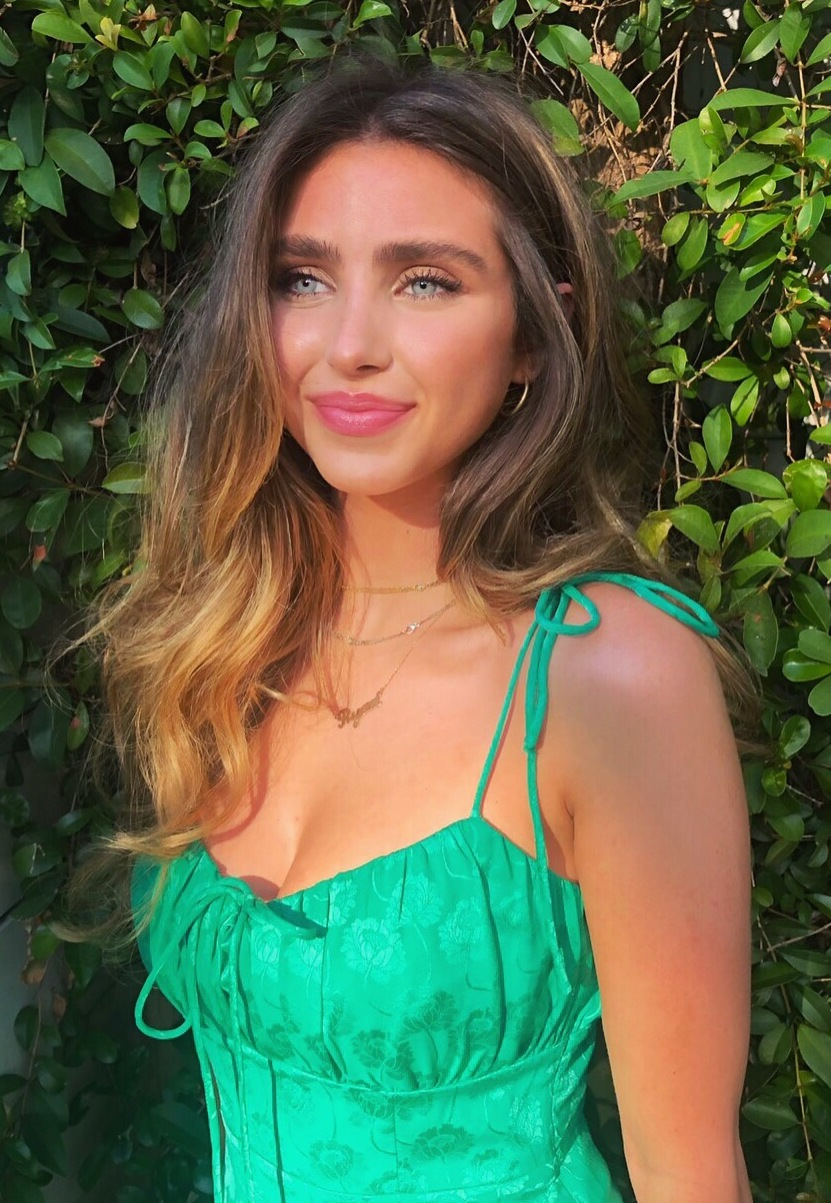
Ryan Newman (2019)

Ryan Whitney Newman (* 24. April 1998 in Manhattan Beach, Kalifornien) ist eine US-amerikanische Schauspielerin.

## Leben

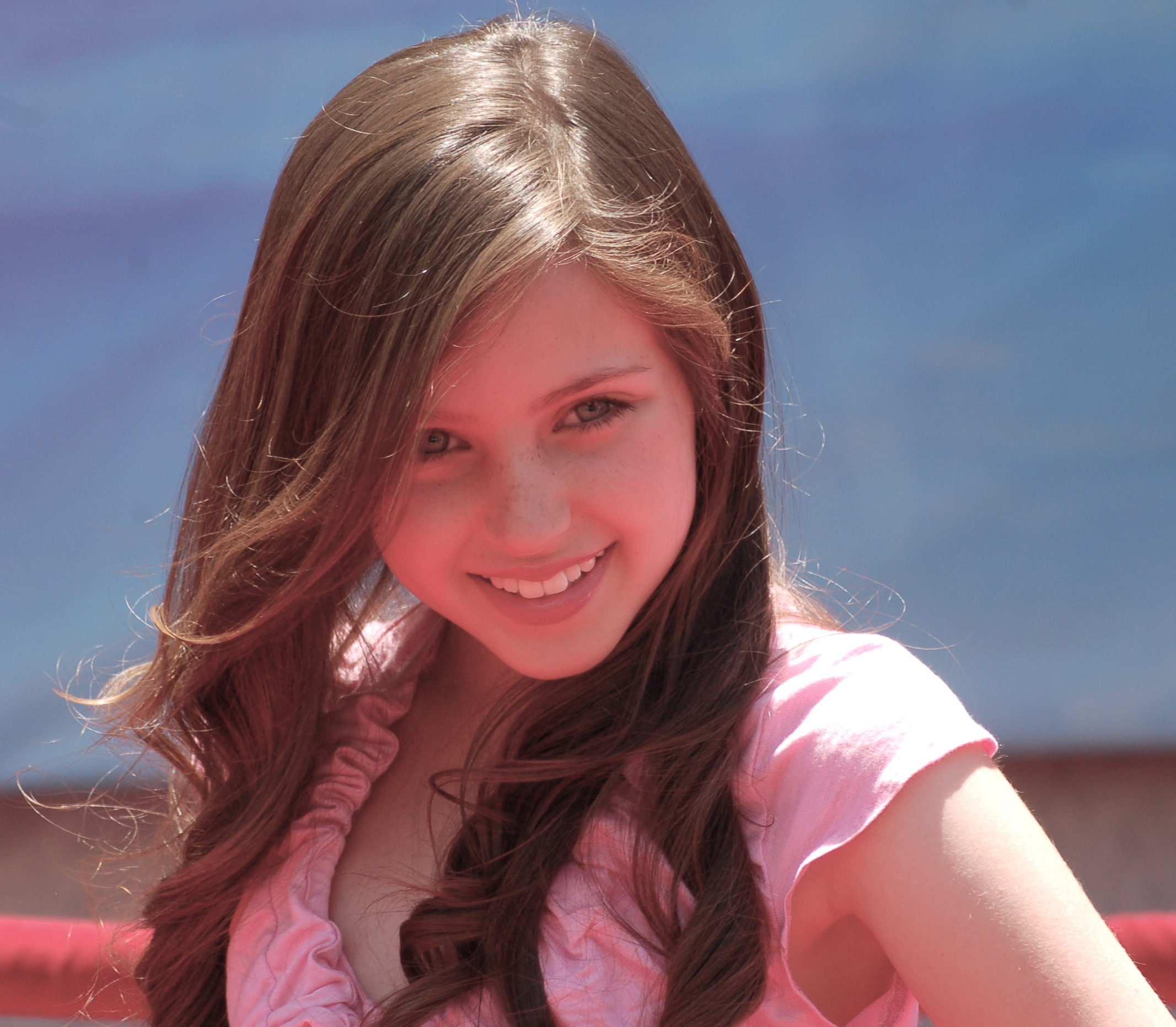
Ryan Newman (2009)

Ryan Newman begann ihre Karriere mit Werbespots. Im Alter von 7 Jahren hatte sie ihr Filmdebüt in den Filmen Zoom – Akademie für Superhelden und Monster House. Später war sie dann in zwei Folgen von Hannah Montana als junge Miley Stewart zu sehen. Von 2009 bis 2012 war sie als Ginger, die kleine Schwester von Zeke, in Zeke und Luther zu sehen, wobei sie in der dritten Staffel nur noch als wiederkehrende Gastdarstellerin auftrat. 2010 hatte sie einen Gastauftritt in Meine Schwester Charlie als Gabes erste Liebe Kit. Von Oktober 2012 bis Juni 2015 hatte Newman eine Hauptrolle in der Sitcom See Dad Run als Emily, die älteste Tochter der Familie Hobbs.
Newman hat eine ältere Schwester und lebt mit ihren Eltern in Kalifornien. Außerdem war sie mit ihrem Schauspielerkollegen Jack Griffo aus Die Thundermans drei Jahre lang liiert.

## Filmografie
- 2006: Monster House (Stimme)
- 2006: Zoom – Akademie für Superhelden (Zoom)
- 2007: Hannah Montana (Fernsehserie, 2 Episoden)
- 2008: Lower Learning
- 2009–2012: Zeke und Luther (Zeke and Luther, Fernsehserie, 55 Episoden)
- 2010: Meine Schwester Charlie (Good Luck Charlie, Fernsehserie, Episode 1x12)
- 2012–2015: See Dad Run (Fernsehserie, 55 Episoden)
- 2013: Big Time Rush (Fernsehserie, Episode 4x12)
- 2015: Sharknado 3 (Sharknado 3: Oh Hell No!, Fernsehfilm)
- 2015: Bad Sister
- 2015–2017: Die Thundermans (The Thundermans, Fernsehserie, 9 Episoden)
- 2016: Sharknado 4 (Sharknado: The 4th Awakens, Fernsehfilm)
- 2016: The Thinning
- 2016: Super Novas
- 2017: Alexander IRL
- 2018: Sharknado 6: The Last One (The Last Sharknado: It’s About Time, Fernsehfilm)
- 2023: Exposure
- 2024: Reagan